# Antheraea alleni
Antheraea alleni là một loài bướm đêm thuộc họ Saturniidae. Nó được tìm thấy ở Borneo.
Sải cánh dài 45–52 mm đối với con đực và khoảng 55 mm đối với con cái.